# Уэссел, Дик
Дик Уэ́ссел (англ. Dick Wessel; 20 апреля 1913, Милуоки, Висконсин — 20 апреля 1965, Студио-Сити, Калифорния) — американский актёр кино и телевидения. За 30 лет карьеры снялся в более чем 300 фильмах и сериалах.

## Биография
Ричард М. Уэссел родился 20 апреля 1913 года в городе Милуоки (штат Висконсин, США). С 1935 года начал сниматься в кинофильмах и киносериалах, с 1950 года — в телефильмах и телесериалах. Согласно биографии на сайте IMDb, большинство персонажей актёра были «грубовато-буйными, свирепо хмурящимися, с бульдожьей рожей». Единственный фильм, где Уэсселу удалось сыграть главную роль, был «Дик Трейси против Бильярдного Шара» (1946), в остальных случаях ему приходилось довольствоваться второстепенными и эпизодическими, практически незаметными, ролями.
Дик Уэссел скончался в свой 52-й день рождения, 20 апреля 1965 года от инфаркта миокарда в своём доме в районе Студио-Сити (город Лос-Анджелес, Калифорния). Его пережили жена и дочь.

## Избранная фильмография
За 30 лет карьеры (1935—1965) Дик Уэссел появился в 307 фильмах и сериалах. Примерно в половине случаев он не был указан в титрах, 35 из этих лент были короткометражными. Амплуа — второстепенные преступники, бандиты, гангстеры, заключённые; реже — водители, военные и полицейские младших званий, почтальоны, бармены, боксёры и прочие. В титрах также указывался как Ричард Уэссел, Ричард Уэсселл, Дик Уэсселл.

### В титрах указан

#### Широкий экран
- 1937 — / Round-Up Time in Texas — Крейг Джонсон, бандит
- 1937 — Слим[англ.] / Slim — Эд
- 1938 — Дикий Ястреб[англ.] / Hawk of the Wilderness — Дирк, бандит
- 1939 — Они сделали меня преступником / They Made Me a Criminal — Коллуччи
- 1940 — Девушка из кафе[англ.] / Cafe Hostess — Уилли, бандит
- 1940 — Брат «Орхидея»[англ.] / Brother Orchid — Буффало Бёрнс
- 1941 — Танков миллион[англ.] / Tanks a Million — рядовой Манкмен
- 1942 — Дружественные враги[англ.] / Friendly Enemies — доставщик[англ.]
- 1946 — Простите мой ужас[англ.] / Pardon My Terror — Люк (к/м)
- 1946 — Дик Трейси против Бильярдного Шара[англ.] / Dick Tracy vs. Cueball — Гарри «Бильярдный Шар» Лейк, похититель бриллиантов и убийца
- 1947 — Ночь страха[англ.] / Fright Night — чоппер Кейн (к/м)
- 1947 — Дело Миллерсона / The Millerson Case — Клем Огли, кузнец
- 1948 — Западня / Pitfall — дежурный сержант
- 1948 — Неизведанный остров / Unknown Island — Сандерсон
- 1949 — Канадская тихоокеанская[англ.] / Canadian Pacific — Бэйли
- 1951 — Карнавал в Техасе[англ.] / Texas Carnival — концессионер
- 1952 — Любовь лучше, чем когда-либо[англ.] / Love Is Better Than Ever — Смитти, хозяин кафе
- 1952 — Молодой человек с идеями[англ.] / Young Man with Ideas — Эдди Таслинг
- 1952 — Пират Чёрная Борода / Blackbeard the Pirate — пират Голландец
- 1959 — Садовая беседка[англ.] / The Gazebo — Луис «Вошь»
- 1963 — Кто позаботится о магазине?[англ.] / Who’s Minding the Store? — дорожный полицейский

#### Телевидение
- 1953, 1955 — Шоу Реда Скелтона[англ.] / The Red Skelton Show — разные роли (в 2 эпизодах)
- 1953—1954, 1957 — Жизнь Рили[англ.] / The Life of Riley — Болван Мэллой (Малибу) (в 4 эпизодах)
- 1954 — Шоу Эбботта и Костелло[англ.] / The Abbott and Costello Show — разные роли (в 2 эпизодах[англ.])
- 1954 — Лесси / Lassie — Фред Брокуэй (в эпизоде Sale of Lassie[англ.])
- 1954, 1956, 1961 — Шоу Дэнни Томаса[англ.] / The Danny Thomas Show — разные роли (в 3 эпизодах[англ.])
- 1955 — Отец знает лучше[англ.] / Father Knows Best — офицер (в эпизоде Boy’s Week)
- 1955 — Одинокий рейнджер[англ.] / The Lone Ranger — Замшевый Нельсон (в эпизоде Gold Freight[англ.])
- 1955 — Ярость[англ.] / Fury — Фред (в эпизоде Scorched Earth)
- 1955 — Театр «Файрсайд»[англ.] / Fireside Theatre — водитель (в эпизоде As Long as I Live[англ.])
- 1957 — Театр «Алкоа»[англ.] / Alcoa Theatre — Седрик Вычински (в эпизоде Souvenir)
- 1958 — Истории Уэллса Фарго[англ.] / Tales of Wells Fargo — Билл (в эпизоде The Walking Mountain)
- 1958 — Питер Ганн[англ.] / Peter Gunn — Йель Лабин (в эпизоде The Man with the Scar[англ.])
- 1958, 1964 — Сансет-стрип, 77[англ.] / 77 Sunset Strip — разные роли (в 2 эпизодах[англ.])
- 1959 — Законник[англ.] / Lawman — Джед Томас (в 2 эпизодах)
- 1959 — Перри Мейсон / Perry Mason — Transfer Man (в эпизоде The Case of the Lame Canary)
- 1959—1960 — Успех Доби Гиллис[англ.] / The Many Loves of Dobie Gillis — разные роли (в 2 эпизодах[англ.])
- 1959—1961 — Речная лодка[англ.] / Riverboat — Карни Колер (в 41 эпизоде)
- 1961 — Триллер[англ.] / Thriller — мистер Циммер (в эпизоде The Fingers of Fear)
- 1961 — Бонанза / Bonanza — Большой Майк Кэмпбелл (в эпизоде Cutthroat Junction[англ.])
- 1961 — Ларами[англ.] / Laramie — Сэм Хиггинс (в эпизоде Strange Company)
- 1961, 1963 — Сыромятная плеть / Rawhide — разные роли (в 2 эпизодах[англ.])
- 1963 — Сумеречная зона / The Twilight Zone — Чарли (в эпизоде A Kind of a Stopwatch[англ.])
- 1963 — Беглец / The Fugitive — Чарли Хендрикс (в эпизоде Terror at High Point[англ.])
- 1964 — Дни в Долине Смерти / Death Valley Days — Джерихо Браун (в эпизоде From the Earth, a Heritage)
- 1964 — Программа Джека Бенни / The Jack Benny Program — мужчина (в эпизоде The Cat Burglar[англ.])
- 1965 — Доктор Килдейр[англ.] / Dr. Kildare — Сэм Длагэш (в эпизоде No Mother to Guide Them[англ.])
- 1965 — Бен Кейси / Ben Casey — театральный менеджер (в эпизоде When I Am Grown to Man's Estate[англ.])
- 1965 — Станция Юбочкино[англ.] / Petticoat Junction — Бинк Шарфеллс (в эпизоде Kate Bradley, Girl Volunteer[англ.])
- 1965 — Караван повозок[англ.] / Wagon Train — Бифф (в эпизоде The Captain Sam Story[англ.])
- 1965 — Даниэль Бун[англ.] / Daniel Boone — Мозес Хеннепин (в эпизоде Four-Leaf Clover[англ.])
- 1965 — Дымок из ствола / Gunsmoke — Сол Дарем (в эпизоде Honey Pot[англ.])

### В титрах не указан
- 1935 — Шотландский корпус[англ.] / Bonnie Scotland — помощник кузнеца
- 1936 — Приключения Фрэнка Мерриуэлла[англ.] / The Adventures of Frank Merriwell — Джо
- 1936 — Провинциалка[англ.] / Small Town Girl — ученик колледжа в машине
- 1936 — Ярость / Fury — телохранитель
- 1936 — Отчаянный парень[англ.] / The Gay Desperado — экранный гангстер
- 1936 — Эйс Драммонд[англ.] / Ace Drummond — Борис, бандит
- 1937 — Они дали ему ружьё[англ.] / They Gave Him a Gun — немец-пулемётчик
- 1937 — Сан-Квентин / San Quentin — Трасти
- 1938 — Простенькое дело об убийстве[англ.] / A Slight Case of Murder — мужчина на вечеринке, с хлопком открывающий пробку бутылки
- 1938 — Восьмой раунд[англ.] / The Crowd Roars — дерущийся в спортзале
- 1938 — Ангелы с грязными лицами / Angels with Dirty Faces — мужчина в бильярдной, избитый отцом Коннелли
- 1939 — Малыш из Кокомо[англ.] / The Kid from Kokomo — Shadowboxer
- 1939 — Ковбой-квотербек[англ.] / The Cowboy Quarterback — Гип Гэлбрейт, игрок футбольной команды Chicago Packers
- 1939 — Я украл миллион[англ.] / I Stole a Million — полицейский
- 1939 — Пыль будет моей судьбой / Dust Be My Destiny — покупатель
- 1939 — Гитлер — Зверь из Берлина[англ.] / Hitler – Beast of Berlin — Бухман, тюремный стражник
- 1939 — Судьба солдата в Америке / The Roaring Twenties — механик Флетчера
- 1940 — Они ехали ночью / They Drive by Night — водитель в кафе
- 1940 — Плавящееся золото[англ.] / Flowing Gold — мужчина на танцполе
- 1940 — Ховарды из Вирджинии[англ.] / The Howards of Virginia — провинциал
- 1940 — Завоевать город[англ.] / City for Conquest — таксист
- 1940 — Авиазвено[англ.] / Flight Command — моряк со сбитого гидросамолёта
- 1941 — Клубничная блондинка[англ.] / The Strawberry Blonde — подхалим в барбершопе
- 1941 — Мужчины из «Города мальчиков»[англ.] / Men of Boys Town — брат-здоровяк скромной девушки на танцах
- 1941 — Грошовая серенада[англ.] / Penny Serenade — Джо Коннор — мужчина, танцующий с Дотти
- 1941 — Энергия / Manpower — электрик у стойки кафе
- 1941 — Пикирующий бомбардировщик / Dive Bomber — механик, помогающий Джо Блейку со скафандром
- 1941 — Флотский блюз[англ.] / Navy Blues — мелочный офицер
- 1941 — Они умерли на своих постах / They Died with Their Boots On — старший сержант Браун
- 1941 — Сталь против неба[англ.] / Steel Against the Sky — Майк
- 1942 — Звуки горна[англ.] / The Bugle Sounds — Джерри, диверсант
- 1942 — Бруклинская орхидея[англ.] / Brooklyn Orchid — Эл, таксист
- 1942 — Джо Смит, американец[англ.] / Joe Smith, American — рабочий на авиазаводе
- 1942 — Янки Дудл Денди / Yankee Doodle Dandy — ветеран Армии Союза
- 1942 — Приключения Тарзана в Нью-Йорке[англ.] / Tarzan's New York Adventure — таксист
- 1942 — Колокола Капистрано[англ.] / Bells of Capistrano — Кружка / расклейщик афиш
- 1942 — Джентльмен Джим / Gentleman Jim — рефери
- 1943 — Назначение в Бретани[англ.] / Assignment in Brittany — немецкий сержант
- 1943 — Война в Северной Атлантике[англ.] / Action in the North Atlantic — Херувим Джо
- 1944 — Американский роман[англ.] / An American Romance — зритель на бейсбольном матче
- 1945 — Дакота[англ.] / Dakota — рафнек[англ.] в салуне
- 1945 — Что дальше, капрал Харгрув?[англ.] / What Next, Corporal Hargrove? — офицер военной полиции
- 1945 — Улица греха / Scarlet Street — детектив
- 1946 — Молодая вдова[англ.] / Young Widow — таксист
- 1946 — Чёрный ангел / Black Angel — швейцар Мэвиса Марлоу
- 1946 — Галантная Бесс[англ.] / Gallant Bess — моряк
- 1946 — Дом 13 по улице Мадлен / 13 Rue Madeleine — офицер гестапо
- 1947 — Калифорния[англ.] / California — кузнец
- 1947 — Это случилось в Бруклине[англ.] / It Happened in Brooklyn — полицейский
- 1947 — Длинная ночь[англ.]* / The Long Night — полицейский
- 1947 — Волшебный городок[англ.] / Magic Town — прохожий
- 1947 — Высокая стена / High Wall — Джим Хейл
- 1947 — Убийца МакКой[англ.] / Killer McCoy — Бёрнс-старший
- 1948 — Человек из Fuller Brush[англ.] / The Fuller Brush Man — сержант полиции
- 1948 — Речная леди[англ.] / River Lady — лесоруб
- 1948 — Янки с Юга[англ.] / A Southern Yankee — санитар в госпитале
- 1948 — Бессмысленный триумф / Hollow Triumph — сообщник бандита В-Яблочко
- 1948 — Хороший Сэм[англ.] / Good Sam — Мелвин З. Вурцбергер, водитель автобуса
- 1948 — Когда моя малышка улыбается мне[англ.] / When My Baby Smiles at Me — моряк
- 1949 — Возьми меня с собой на бейсбол[англ.] / Take Me Out to the Ball Game — арбитр[англ.]
- 1949 — Незрелое обещание[англ.] / The Green Promise — мистер Клэрборн
- 1949 — Талса[англ.] / Tulsa — Джокер
- 1949 — Ураган Слаттери[англ.] / Slattery's Hurricane — таксист
- 1949 — Воровское шоссе / Thieves' Highway — таксист
- 1949 — Увольнение в город / On the Town — моряк Коварски
- 1949 — Пески Иводзимы / Sands of Iwo Jima — инструктор по метанию гранат
- 1950 — Ключ от города[англ.] / Key to the City — мойщик машин в подвале гостиницы
- 1950 — Билли Кид. Парень вне закона[англ.] / The Kid from Texas — Барт, помощник шерифа, тюремщик
- 1950 — Уобаш-авеню[англ.] / Wabash Avenue — Джон, электрик
- 1950 — История Джеки Робинсона[англ.] / The Jackie Robinson Story — зритель на бейсбольном матче
- 1950 — Отец невесты / Father of the Bride — мужчина, идущий с канделябром
- 1950 — Харви / Harvey — мистер Крекер
- 1951 — М / M — полицейский, штрафующий пешехода-нарушителя
- 1951 — Шарф / The Scarf — Сид
- 1951 — Незнакомцы в поезде / Strangers on a Train — Билл
- 1951 — Американец в Париже / An American in Paris — Бен Макроу
- 1951 — Горящий полёт[англ.] / Flying Leathernecks — сержант
- 1952 — Пресловутое ранчо / Rancho Notorious — помощник шерифа
- 1952 — Потому что ты моя / Because You're Mine — сержант Гроган
- 1952 — Только для тебя[англ.] / Just for You — мастер-сержант ВВС США, рекрутёр
- 1952 — Жертва судьбы[англ.] / The Lawless Breed — Марв
- 1953 — Джентльмены предпочитают блондинок / Gentlemen Prefer Blondes — покровитель ночного клуба Chez Louis
- 1953 — Кэдди[англ.] / The Caddy — кэдди, рвущий полотенце
- 1953 — Медсестра на борту[англ.] / Flight Nurse — сержант
- 1954 — Они! / Them! — железнодорожный детектив
- 1955 — Вечное море[англ.] / The Eternal Sea — Майк, клепальщик
- 1955 — Фрэнсис на флоте[англ.] / Francis in the Navy — работник заправочной станции
- 1955 — Бунтарь без причины / Rebel Without a Cause — гид в планетарии
- 1956 — Вокруг света за 80 дней / Around the World in 80 Days — инженер поезда
- 1957 — Зорро[англ.] / Zorro — капрал Дельгадо (в эпизоде Zorro's Ride Into Terror[англ.])
- 1958 — Трудно быть сержантом[англ.] / No Time for Sergeants — пьяный пехотинец в Пурпурном гроте
- 1961 — Всей работы на одну ночь[англ.] / All in a Night's Work — дворник
- 1961 — Пригоршня чудес / Pocketful of Miracles — губернатор Флориды
- 1966 — Гадкая такса[англ.] / The Ugly Dachshund — Эдди, мусорщик[2]